# Sint-Jakobsplein
Het Sint-Jakobsplein is een pleintje in Brugge.

## Beschrijving
Rondom de Sint-Jacobskerk lag een tamelijk klein kerkhof. Toen het einde 18de eeuw verdween, bleef er alleen een pleintje van over, gelegen voor het kerkportaal, aan de westkant.
Het plein maakte deel uit van de Moerstraat, waarvan het eigenlijk maar een verbreed onderdeel was. In 1890 werd het pleintje opgeschikt en in 1894 besliste het stadsbestuur er de naam Sint-Jacobs Voorplein aan te geven, wat in 1936 gewijzigd werd in Sint-Jacobsplaats. Behalve het grote portaal van de kerk, is slechts één huis met huisnummer gelegen aan het plein. De huizen aan de noordzijde maken deel uit van de huisnummering van de Moerstraat.
Het Sint-Jakobsplein is over zijn ganse lengte begrensd door de Moerstraat.